# Anatolij Andriejew
Anatolij Jewgienjewicz Andriejew, Anatol Jaugieniawicz Andrejeu (ros. Анатолий Евгеньевич Андреев, biał. Анатоль Яўгенавіч Андрэеў, ur. 1 września?/14 września 1916 w Rohaczowie, zm. 26 marca 2005 w Mińsku) – minister transportu samochodowego Białoruskiej SRR (1963–1984), Bohater Pracy Socjalistycznej (1976).

## Życiorys
Do 1930 skończył 7 klas szkoły, pracował na stacji kolejowej w Żłobinie, w 1933 ukończył szkołę kolejową w Orszy, był ślusarzem remontującym parowozy, jednocześnie zajmował się spadochroniarstwem w aeroklubie w Orszy. We wrześniu 1941 w Moskwie wstąpił do oddziału partyzanckiego Konstantina Zasłonowa, z którym 1 października przekroczył linię frontu, zostając zastępcą szefa zwiadu, później zastępcą dowódcy i następnie komisarzem oddziału. Od listopada 1941 do lutego 1942 brał udział w podziemnej działalności dywersyjnej oddziału na kolei, później w walkach w obwodzie witebskim i mińskim, został komisarzem zjednoczonych oddziałów partyzanckich. Później od maja 1943 był w powietrznodesantowym oddziale partyzanckim działającym na terytorium obwodu białostockiego/grodzieńskiego, do sierpnia 1944 pełnił w nim funkcję komisarza i dowódcy. Po zajęciu całego terytorium Białorusi przez Armię Czerwoną został członkiem Komisji Pełnomocnictwa Władz Białoruskiej SRR ds. Przesiedlenia Ludności Białoruskiej z terytorium Polski, którym był do maja 1945, gdy powrócił do pracy na kolei. W latach 1946–1948 był sekretarzem biura partyjnego na stacji w Mińsku, w 1950 ukończył Republikańską Szkołę Partyjną, a w 1959 zaocznie Wyższą Szkołę Partyjną przy KC KPZR, 1950–1960 kierował Wydziałem Transportu, Gospodarki Drogowej i Łączności Zarządu Spraw Rady Ministrów Białoruskiej SRR. Następnie był I zastępcą szefa, a 1961–1963 szefem Głównego Zarządu Transportu Samochodowego przy Radzie Ministrów Białoruskiej SRR, który następnie przemianowano w Ministerstwo Transportu Samochodowego Białoruskiej SRR; Andriejew został wówczas ministrem i pozostał nim do przejścia na emeryturę w 1984. Później, 1987–1994 był przewodniczącym Białoruskiej Republikańskiej Rady Weteranów Wojny i Pracy, potem jego honorowym przewodniczącym, 1968–1988 był zastępcą przewodniczącego Centralnego Zarządu Towarzystwa Przyjaźni Radziecko-Wietnamskiej i przewodniczącym Białoruskiego Oddziału tego towarzystwa, a od marca 1987 do kwietnia 1992 przewodniczącym Komisji ds. Byłych Partyzantów i Działaczy Podziemia przy Prezydium Rady Najwyższej Białoruskiej SRR. W 1964 otrzymał stopień starszego porucznika rezerwy. Był członkiem KC KPB i zastępcą przewodniczącego Komisji Rewizyjnej KPB, deputowanym ludowym ZSRR, deputowanym do Rady Najwyższej Białoruskiej SRR, a także honorowym obywatelem Szczuczyna i Orszy.

## Odznaczenia
- Złoty Medal „Sierp i Młot” Bohatera Pracy Socjalistycznej (26 sierpnia 1976)
- Order Lenina (czterokrotnie – 14 listopada 1942, 5 października 1966, 25 sierpnia 1971 i 26 sierpnia 1976)
- Order Wojny Ojczyźnianej I klasy (dwukrotnie – 1 stycznia 1944 i 11 marca 1985)
- Order Czerwonej Gwiazdy (1 stycznia 1949)
- Order Ojczyzny III klasy (30 grudnia 1996)
- Medal „Za pracowniczą wybitność” (23 listopada 1939)
- Medal „Partyzantowi Wojny Ojczyźnianej” I klasy
- Medal „Partyzantowi Wojny Ojczyźnianej” II klasy
- Order Krzyża Grunwaldu III klasy (Polska Ludowa)
- Order Przyjaźni (Wietnam)

I inne.